# Педро, Феликс
Феликс Педро (англ. Felix Pedro, 16 апреля 1858, Фанано — 22 июля 1910, Фэрбанкс) — американский исследователь и золотоискатель итальянского происхождения. Известность приобрел в 1901 году, когда открыл месторождение золота на территории Внутренней Аляски.

## Биография

### Рождение и ранние годы
Феличе Педрони родился 16 апреля 1858 года в семье фермеров, занимающихся натуральным хозяйством в небольшой деревне Триньяно (итал. Trignano), что в составе коммуны Фанано Моденского герцогства. Феличе был самым юным среди шести своих братьев. В 1881 году после смерти отца семейства он покидает дом и отправляется в Нью-Йорк, где берет имя на латиноамериканский манер — Феликс Педро. В США он много путешествовал переезжая из одного города в другой в поисках работы, пока в середине 1890-х не прибыл на Аляску.

### Открытие золотой жилы
В 1899 году Педро отправился впервые на поиски золотых жил и, по его личным словам, нашел одну из них, но не смог разбить лагерь и исследовать местность как следует ввиду закончившихся припасов и провизии. После этого он вынужден был вернутся в близлежащее поселение за провиантом и в 1901 году вместе с напарником Томом Гилмори (англ. Tom Gilmore) отправился обратно к ранее открытой золотой жиле. Однако, совершив путешествие длиной в 165 миль (более чем 265 км) в августе того же года они вынуждены были прекратить поиски и отправится за пополнением запасов провианта в поселение Серкл. Успехом завершилось следующее путешествие Педро и Гилмора, когда 28 июля 1902 года они обнаружили золотую жилу у холмов Танана (англ. Tanana Hills). Своим открытием они дали старт большому притоку золотоискателей в этот регион, что получил название — золотой лихорадкой Фэрбанкса. Следующая золотая жила была открыта Педро в 1903 году у берегов Клир-Крик — притока реки Ненана.

### Смерть
Феликс Педро умер 22 июля 1910 года в возрасте 52 лет в больнице Святого Иосифа в Фэрбанксе, по официальной версии от сердечного приступа. Тем не менее его деловой партнер Винченцо Гамбиани настаивал, что Педро не страдал от проблем с сердцем и обвинил жену компаньона в том, что она отравила своего супруга.
Тело Педро было забальзамировано и отправлено в Сан-Франциско и захоронено в городе Кольма (Колма), округ Сан-Матео, Калифорния. Останки Педро были эксгумированы 12 октября 1972 года и переправлены в Италию, где вскрытие и анализ состава волос показали, что всё таки он был убит. Церемония перезахоронения была проведена на небольшом кладбище в Фанано.